# Volgré
Volgré era una comuna francesa situada en el departamento de Yonne, de la región de Borgoña-Franco Condado, que el uno de enero de 2017 se unió a las comunas de Aillant-sur-Tholon, Champvallon y Villiers-sur-Tholon, formando la comuna nueva de Montholon, y pasando las cuatro comunas a ser comunas delegadas de la misma.

## Demografía
| Gráfica de evolución demográfica de Volgré entre 1800 y 2014 |
|                                                              |

Los datos demográficos contemplados en este gráfico de la comuna de Volgré se han cogido de 1800 a 1999 de la página francesa EHESS/Cassini, y los demás datos de la página del INSEE.